# 과자계
과자계(일본어: お菓子系 오카시케[*]는 일본의 그라비아 아이돌을 구분하는 방식 중 하나이다.
1990년 초반 일본은 브루세라(ブルセラ)가 하나의 사회 현상으로 일어났으며, 그 영향으로 그라비아 아이돌의 화보는 구분 없이 '브루세라 화보'라고 불렸다. 하지만 1992년에 발간된 《크림》을 필두로, 90년대 후반에 《휩》, 《와플》, 《럭키 크레이프》, 《쥬시 프레스》와 같이 과자 이름의 소프트 누드 미소녀 잡지가 잇달아 창간되었으며, 이런 잡지들을 과자계 잡지라고 불렀다. 여기에서 활동하던 아이돌을 과자계 아이돌이라고 분류한다.

### 주해
1. ↑  브루세라는 블루머와 세일러복이 합쳐진 신조어로서, 1990년을 전후하여 일본에서 생겨난 말이다.

### 참조
1. ↑  야스다 리오; 아마미야 마미 (2006년). 《エロの敵 ─今、アダルトメディアに起こりつつあること》. 쇼에이샤. 49쪽. ISBN 4798111082.
2. ↑  “お菓子系雑誌/ お菓子系アイドル” (일본어). 동인용어의 기초지식. 2015년 8월 20일에 확인함.
3. ↑  다카다 코이치로 (2010년 4월 3일). “知る人ぞ知る、元お菓子系アイドル・岡部玲子が結婚！” (일본어). MEN'S CYZO. 2014년 12월 8일에 원본 문서에서 보존된 문서. 2015년 8월 20일에 확인함.

## 같이 보기
- 그라비아 아이돌
- 브루세라